# Герт Адријанс Бомгард
Герт Адријанс Бомгард (хол. Geert Adriaans Boomgaard; 21. септембар 1788.— 3. фебруар 1899) је први човек у повести који је постао суперстогодишњак (напунио је 110 година). Међутим неки мисле да је Томас Петерс (1745—1857) био први суперстогодишњак али његова старост није потврђена а Гертова јесте. Герт је био војник у Наполеновој војсци.

## Живот
Мало се зна о његовом животу. Рођен је у Гронингену у Холандији, а тамо је и умро. Његов отац је био капетан брода, а неки записи говоре како је и Герт неко време радио тај посао. Други записи говоре како је служио у Наполеоновој војсци.
Када је имао 29 година, 4. марта 1818. оженио се са Стијнитије Бус. Она је умрла 24. марта 1830. са 33 године. Са њом је имао једно дете. Годину дана касније се оженио cа Гретом Абелс Јонкер, са којом је имао 4 деце. Она је умрла 18. маја 1864. када је имала 71 годину. Његово задње дете је умрло у мају 1885. у доби од 57 година. Герт је умро у старости од 110 година и 135 дана, 3. фебруара 1899.
Његов рекорд као најстаријег верификованог мушкараца икада надмашио је 64 године касније, 28. октобра 1966, Џон Мозли Тарнер из Уједињеног Краљевства који је живео 111 година, 280 дана, што годину и 145 дана више од рекорда господина Бомгарда.